# 솔리테어

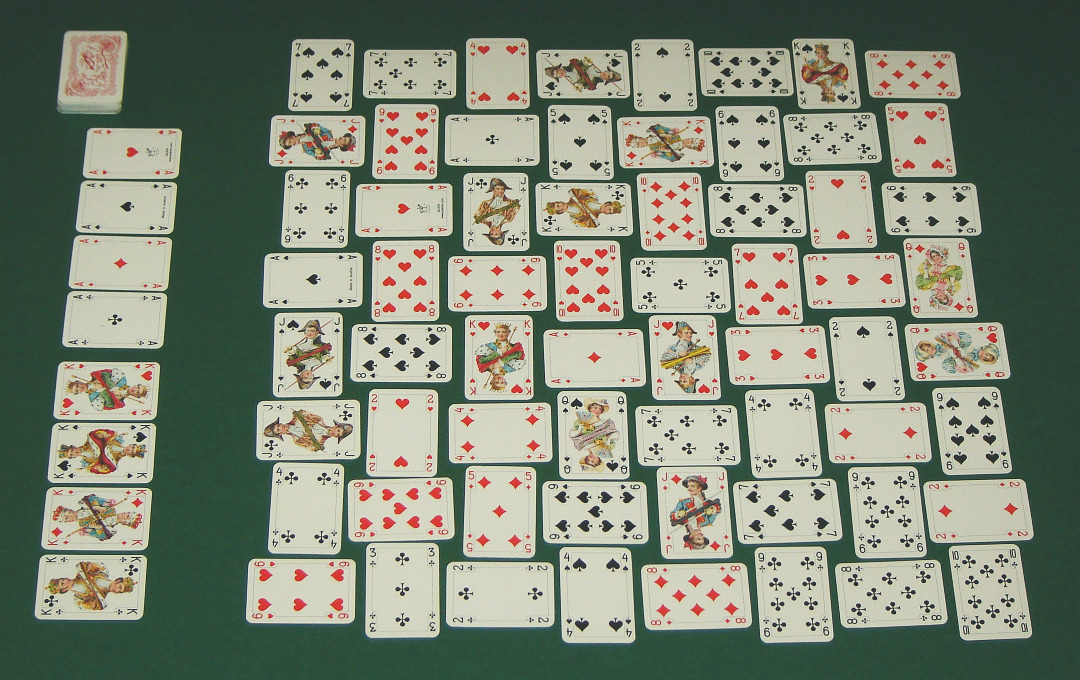
"크레이지 퀼트"로 알려진 게임의 설계

솔리테어(solitaire) 또는 페이션스(patience)는 공통적으로 카드를 일정한 체계적 순서로 배열하거나, 경우에 따라 짝을 맞추어 제거하는 것을 목표로 하는 카드 게임의 한 장르이다. 대부분의 솔리테어 게임은 싱글 플레이를 전제로 구성되어 있으나, 일부는 "2인 이상이 함께 즐길 수 있도록 고안된 우수한 변형 게임"도 존재한다.

## 개요
카드 게임에 대해 영국과 미국 자료 모두에서 가장 먼저 기록된 명칭이다. 이 단어는 이러한 게임들이 인내심을 요구하는 놀이로 인식되었기 때문에 그렇게 불리게 된 것이다.

## 국가별 명칭
미국과 캐나다에서는 해당 카드 게임을 솔리테어(Solitaire)라고 하며,
영국과 프랑스에서는 페이션스(Patience),
스페인과 이탈리아에서는 솔리타리오(Solitario)라고 하며, 독일어권에서는 페이션스(Patience)와 솔리테어(Solitär) 두 명칭이 모두 사용한다.

## 역사
페이션스라는 카드 게임은 독일 또는 스칸디나비아 지역에서 유래된 것으로 추정되며, 가장 이른 기록은 18세기 말에서 19세기 초 사이 이들 지역에서 발견된다. 이 게임은 19세기 초 프랑스에서 인기를 끌기 시작했으며, 이후 19세기 후반에 영국과 미국으로 전파되었다. 페이션스에 관한 가장 오래된 기록은 1783년에 출간된 독일의 게임 선집 Das neue Königliche L'Hombre-Spiel에 등장하며, 이 책에서는 해당 게임을 "Patience"라고 칭하고 두 명의 플레이어가 번갈아가며 게임을 진행하는 방식으로 설명하고 있다.
이에 앞서 찰스 코튼의 The Compleat Gamester (1674), 아베 벨르쿠르의 Académie des Jeux (1674)와 같은 대형 게임 총서에는 이러한 게임에 대한 언급이 존재하지 않았다. 19세기 초에는 스웨덴과 러시아에서도 관련 서적이 등장하였으며, 최초의 페이션스 게임 관련 서적은 1826년 러시아에서 출간되었다. 스웨덴을 중심으로 여러 관련 저작들이 이어졌다. 프랑스 문학에서도 페이션스에 대한 추가적인 언급이 발견된다.
페이션스라는 이름은 1765년경 점을 위한 카드 배열법이 발달한 직후 문헌에 처음 등장하였으며, 이는 양자 간의 연관성을 시사한다. 이 가설은 덴마크어 및 노르웨이어에서 이 게임을 kabal(e)로 부르는 명칭을 통해 더욱 뒷받침된다. 1895년의 한 기록에서는 오직 점술 용도로만 사용하는 게임의 변형 사례가 기술되어 있다.
영어로 된 최초의 페이션스 카드 게임 모음집은 일반적으로 아델레이드 캐도건의 Illustrated Games of Patience로 간주되며, 이 책은 약 1870년에 출간되어 여러 차례 재판되었다. 이보다 앞선 1860년 런던에서 출판된 것으로 추정되는 Patience라는 제목의 책이 존재하는데, 이는 Perseverance라는 필명을 사용한 윌리엄 헨리 크리머의 저작으로, 여러 서지 목록에 등재되어 있다.
미국에서의 가장 초기 저작은 에드나 다우 리틀헤일 체니가 1869년에 출간한 Patience: A Series of Games with Cards이며, 이듬해인 1870년에는 Patience: A Series of Thirty Games with Cards가 뒤를 이었다. 1883년에는 Dick's Games of Patience가 출간되었다.
19세기 말부터 20세기 초에 이르기까지 페이션스에 관한 다양한 서적들이 이어졌으며, 그 중 가장 왕성하고 독창적인 저자는 메리 휘트모어 존스(Mary Whitmore Jones)였다. 그녀는 1888년 Games of Patience for One or More Players를 시작으로 1900년까지 네 권의 후속작을 출간했으며, 1911년에는 New Games of Patience라는 제목으로 두 권의 책을 추가로 집필하였다. 그녀의 저작물에는 약 250여 종의 서로 다른 게임이 수록되어 있다. 이외에도 H. E. Jones(필명 Cavendish), 안젤로 루이스(Angelo Lewis, 필명 Professor Hoffmann), 바실 돌턴(Basil Dalton), 어니스트 버그홀트(Ernest Bergholt), 타르바트(Tarbart) 등이 관련 서적을 집필하였다.
20세기 초 북아메리카에서는 페이션스 대신 솔리테어(solitaire)라는 명칭이 정착되었으며, 페이션스는 그 외 지역에서 계속 사용되고 있다.
동양권에는 장기, 바둑, 스도쿠, 소코반 등 혼자서 즐기는 퍼즐형 게임과 놀이 문화가 오랜 전통을 가지고 있으며, 이는 동양식 솔리테어로 볼 수 있다.

## 규칙
솔리테어는 52장의 카드를 무늬별로 A부터 K까지 정렬하여 기초 패에 모두 쌓는 것을 목표로 하는 게임이다. 게임은 테이블 패(7열), 기초 패(4칸), 스톡(남은 카드 더미), 웨이스트 등으로 구성되며, 테이블 패에서는 카드 색을 빨간색과 검정색이 교차하도록 내림차순으로 쌓아야 한다. 기초 패에는 같은 무늬의 카드를 오름차순으로만 쌓을 수 있다. 전략과 집중력을 요하는 이 게임은 PC나 모바일 환경에서 간편하게 즐길 수 있는 퍼즐형 카드 게임이다.

## 마이크로소프트 윈도우
마이크로소프트 윈도우 3.0부터 클론다이크(Klondike)를 구현한 게임이 솔리테어(Solitaire)라는 이름으로 번들되었다. 리눅스(Linux)에서는 아일라이엇 솔리테어(AisleRiot Solitaire)라는 게임 이름으로 그놈 프로젝트에서 개발 제작 및 배포하고있다.

## 아일라이엇 솔리테어
아일라이엇 솔리테어(AisleRiot Solitaire)의 게임 목록은 80개 이상이 포함되어있으며 클론다이크(Klondike) 게임 모음들 이외에도 아코디언(Accordion), 아테나(Athena), 앤트 메리(Aunt Mary)등의 게임 종류가 들어있다.

## 같이 보기
- 페그 솔리테어
- 솔리테어 목록
- 엑스보드